# Paepalanthus guaraiensis
Paepalanthus guaraiensis är en gräsväxtart som beskrevs av Harold Norman Moldenke. Paepalanthus guaraiensis ingår i släktet Paepalanthus och familjen Eriocaulaceae. Inga underarter finns listade i Catalogue of Life.